# Iceberg A-76

Desprendimiento del Iceberg A-76 en mayo del 2021 y comparación de su tamaño con la isla de Mallorca.

El iceberg A-76 es un iceberg desprendido del lado occidental de la plataforma de hielo de Ronne ubicada en el mar de Weddell, en la Antártida, en mayo de 2021.

## Descripción
El iceberg A-76 mide unos 170 km de largo y 25 km de ancho, fue detectado por el British Antarctic Survey y confirmado por el Centro Nacional de Hielo de EE UU empleando imágenes de Sentinel-1, una misión del programa Copernicus de la Unión Europea y la Agencia Espacial Europea.

### Desprendimiento
El A-76, que en el momento de su desprendimiento (entre el 12 de mayo y 16 de mayo de 2021) era el mayor iceberg del mundo, con 4.320 km², más tarde, precisamente en el mes de junio de 2021, se dividió en tres pedazos (designados como A-76A, A-76B y A-76C).

## Iceberg
La formación de icebergs es un proceso natural en que el calentamiento del aire y de los océanos, producidos por el cambio climático acelerado, según los científicos. Los icebergs se designan tradicionalmente a partir del cuadrante antártico en el que fueron avistados originalmente, después un número secuencial y, luego, si el iceberg se rompe, una letra secuencial.